# Mataguži
Mataguži (cyr. Матагужи) – wieś w Czarnogórze, w gminie Podgorica. W 2011 roku liczyła 1294 mieszkańców.